# Austroglossus microlepis
Sole australe occidentale
Espèce
Synonymes
- Synaptura microlepis Bleeker, 1863[2]

Austroglossus microlepis, communément appelé la Sole australe occidentale, est une espèce de poissons plats de la famille des Soleidae. On la trouve le long des côtes africaines de l'Atlantique sud (Afrique du Sud, Namibie), entre 100 et 400 m de profondeur.

## Description
Austroglossus microlepis peut mesurer jusqu'à 75 cm et peser jusqu'à 4 kg.

## Étymologie
Son nom spécifique, du latin micro, « petit, petite », et lepis, « écaille », lui a été donné en référence à ses écailles plus petites et plus nombreuses comparativement à l'espèce Austroglossus pectoralis.